# Șaptebani, Rîșcani
Șaptebani este un sat din raionul Rîșcani, Republica Moldova.

## Istorie
Satul Șaptebani a fost atestat pentru prima dată în anul 1429, cu numele sat Stanco:
„Din mila lui Dumnezeu, noi, Alexandru voievod, domn al Țării Moldovei. Facem cunoscut, cu această carte a noastră, celor care o vor vedea sau o vor auzi citindu-se, că aceste adevărate slugi și boieri ai noștri credincioși, pan Lazăr, și pan Stanciul și pan Costea, fiii lui Ion vornic, ne-au slujit cu dreapta și credincioasă slujbă. De aceea, noi, văzând dreapta credincioasa lor slujbă către noi, i-am miluit cu deosebita noastră milă și le-am întărit dreptcredincioasa vislujenie a tatălui lor și le-am dat lor, în țara noastră, satele lor, anume: ... și, peste Prut, la Derenice, zece locuri; unde a așezat sat Stanco, la Cornul Lâcinului, și Fântâna Rece, și unde este Andrieș, și Bahmatăuți și, pe Ciuhru, sub Horodiște, și Suhoverhul, unde este Ion al lui Filea; în tot acest hotar să-și întemeieze zece sate, ...

...

Iar pentru mai mare întărire a tuturor celor mai sus-scrise, am poruncit slugii noastre credincioase, Neagoe logofăt, să scrie și să atârne pecetea noastră la această carte a noastră.

La Suceava, în anul 6937 <1429> iunie 3.”
Până în secolul XIX s-a numit Stancăuți.

## Geografie

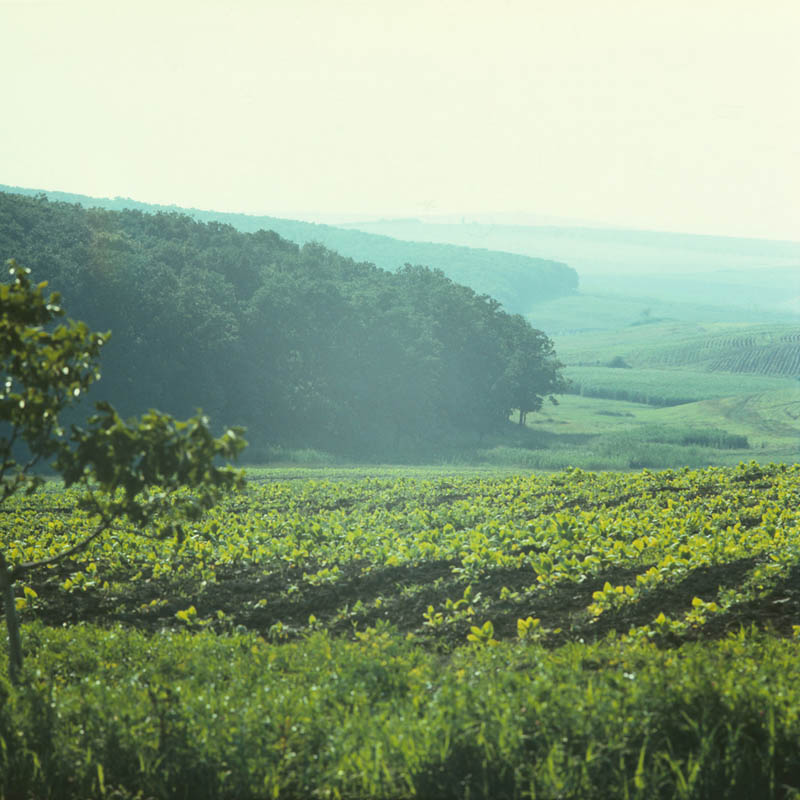
Peisaj de lângă Șaptebani (1980).

Satul Șaptebani are o poziție fizico-geografică favorabilă, fiind situat în N-E stepei Bălțului, la 27 km de centrul raional, orășelul Rîșcani, la 63 km de orașul Bălți și 275 de mun. Chișinău. Referindu-ne la căile de transport menționăm poziția satului față de punctul vamal „Costești-Stânca”- 18 km,  trasa internațională  ”Chișinău-Suceava”  care trece prin sat și a numeroaselor trasee urbane și interurbane (Costești-Chișinău, Costești–Rîșcani).
Relieful este predominant de câmpie deluroasă, iar clima este relativ stabilă, cu ierni blânde și veri calde.
Pe teritoriul satului se întâlnesc numeroase bazine acvatice de mărime medie și o pădure de foioase care se întinde pe circa 600 de ha.
El are potential ecoturistic, dispunînd de un vast teritoriu forestier care poate servi drept loc de odihnă (spre exemplu: Tabăra de odihnă „Vulturaș”, satul Șaptebani).
Satul posedă din categoria materialelor de construcție – piatră (Cariera de piatră, situată între satul Șaptebani și satul Văratic). 
Resursele agroclimatice specifice satului vizează livezile (de mere), terenurile agricole (dintre culturi:  sfecla de zahăr, grâul, floarea-soarelui).
Aici funcționează Primăria, o grădiniță de copii, Gimnaziul „Vasile Bogdan”, casa de cultură, Oficiul Poștal, Spitalul, biblioteca satului, 6 magazine, monument pentru eroii căzuți în cel de al Doilea Război Mondial.

## Demografie

### Structura etnică
Structura etnică a satului conform recensământului populației din 2004:
| Grup etnic         | Populație | % Procentaj |
| ------------------ | --------- | ----------- |
| Moldoveni / Români | 1.213     | 69,72%      |
| Ucraineni          | 500       | 28,74%      |
| Ruși               | 21        | 1,21%       |
| Găgăuzi            | 2         | 0,11%       |
| Alții              | 4         | 0,23%       |
| Total              | 1.740     | 100%        |

## Administrație și politică
Componența Consiliului local Șaptebani (9 consilieri), ales la 5 noiembrie 2023, este următoarea:
|  | Partid                                       | Consilieri | Componență | Componență | Componență | Componență | Componență |
|  | -------------------------------------------- | ---------- | ---------- | ---------- | ---------- | ---------- | ---------- |
|  | Partidul Acțiune și Solidaritate             | 5          |            |            |            |            |            |
|  | Partidul Socialiștilor din Republica Moldova | 2          |            |            |            |            |            |
|  | Candidat independent STEPAN BEZVERHNÎI       | 1          |            |            |            |            |            |
|  | Platforma Demnitate și Adevăr                | 1          |            |            |            |            |            |

## Galerie de imagini

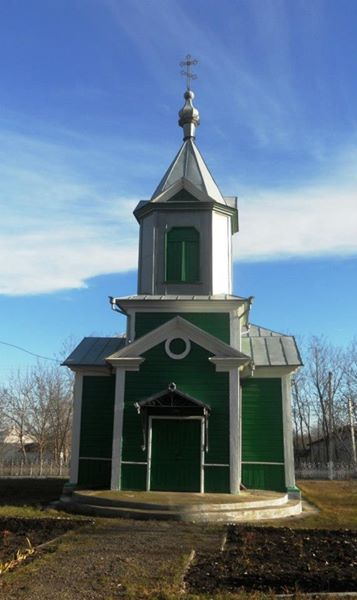
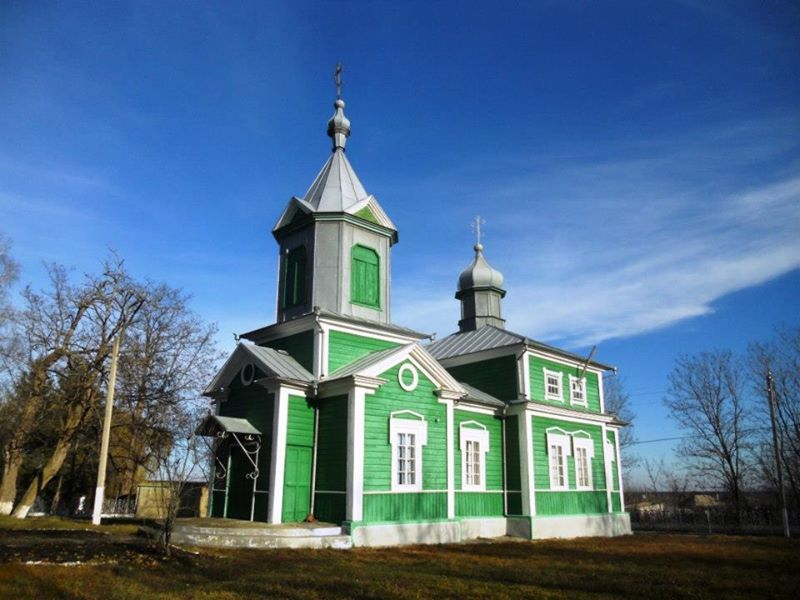
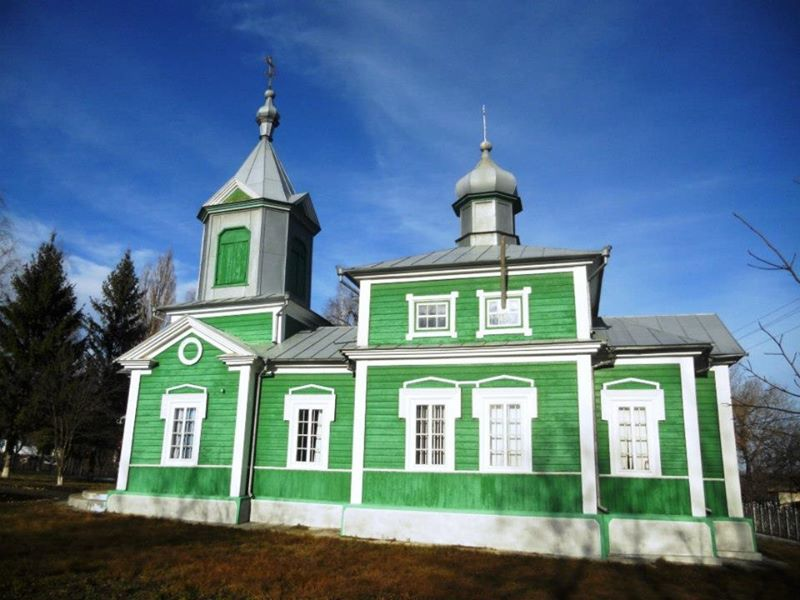
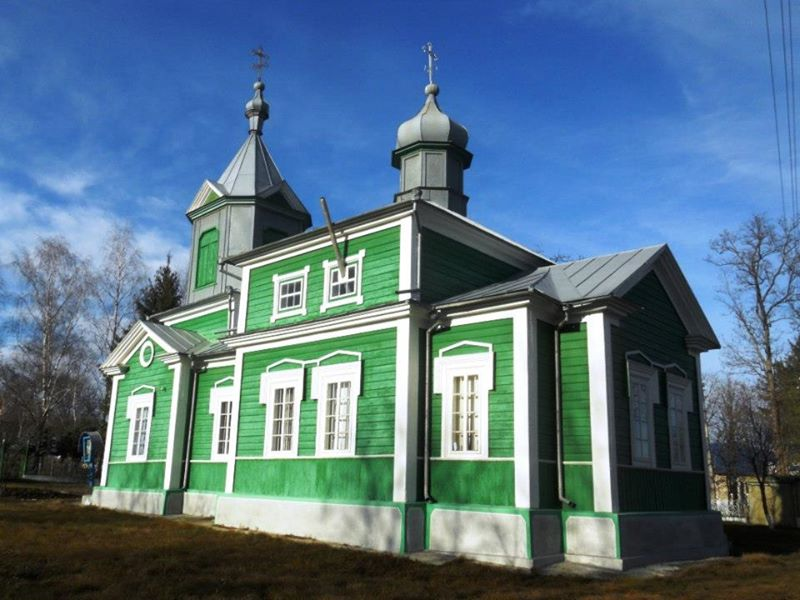
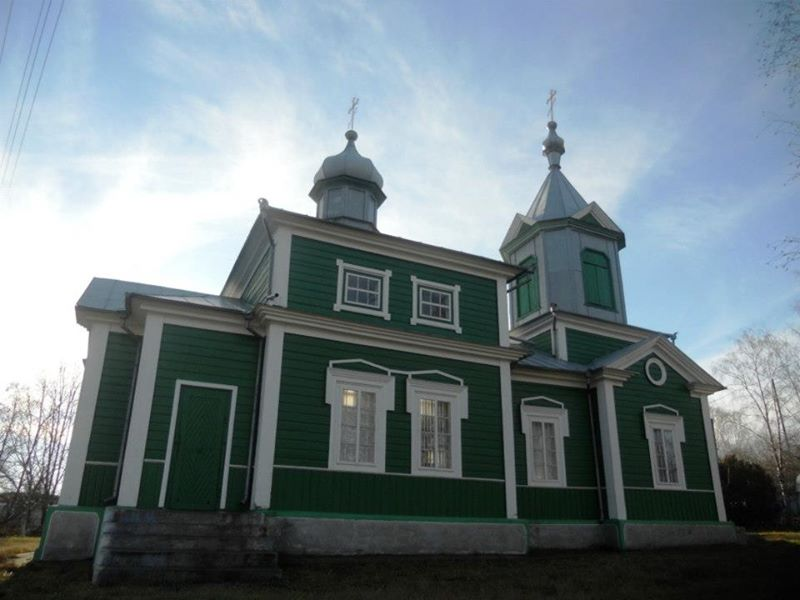
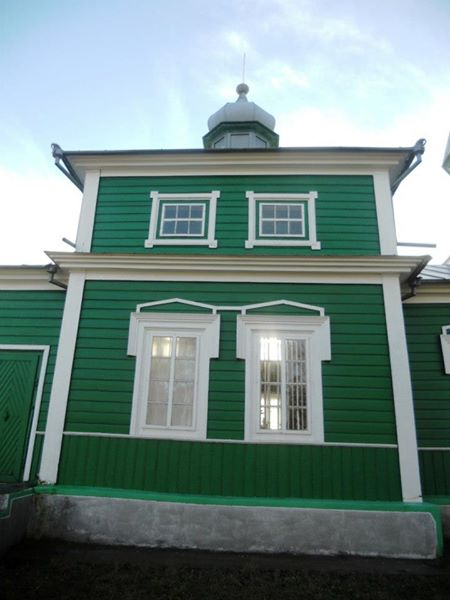

Biserica „Acoperământul Maicii Domnului” din localitate, monument ocrotit de stat.